# Martin Lewis
Martin Lewis (Liberal, Kansas; 28 de abril de 1975) es un exjugador de baloncesto estadounidense. Con 1.98 de estatura, su puesto natural en la cancha era el de ala-pívot.

## Trayectoria
- Butler Grizzlies (1993-1994)
- Seward County Saints (1994-1995)
- Toronto Raptors (1995-1996)
- Toronto Raptors (1997)
- Kansas Cagerz (2000)
- Mobile Revelers (2001)
- Roanoke Dazzle (2002)